# Huang Shanshan
Huang Shanshan (n. 18 ianuarie 1986, Fuzhou, Republica Populară Chineză) este o sportivă ce a reprezentat Republica Populară Chineză, medaliată olimpică. A participat la 3 ediții ale Jocurilor Olimpice (2004, 2008, 2012) în care a câștigat o medalie de argint și o medalie de bronz.